# Operacija Barbarossa
Operacija Barbarosa je bilo kodno ime za invazijo oboroženih sil Sil osi na Sovjetsko zvezo 22. junija 1941. Gre za največjo kopensko invazijo v zgodovini.
V nedeljo, 22. junija 1941, se je zgodaj zjutraj brez vojne napovedi začela operacija Barbarossa ali napad na Sovjetsko zvezo. Nemška letala so napadla sovjetska letališča in že v prvem naskoku večino uničila. V tek se je pognala trimilijonska armada, 150 nemških divizij in 37 divizij, sestavljenih iz Italijanov, Romunov, Madžarov ter Fincev.
Nemške sile so bile razporejene v tri armadne skupine: 
- Armadna skupina Sever, ki je imela osnovno nalogo da zavaruje sovjetska pristanišča v Baltskem morju in vzpostavi kopensko povezavo s Finsko.
- Armadna skupina Center je imela za osnovni cilj uničenje jedra Rdeče armade in ob uspešnem napredovanju zavzetje Moskve, centra Sovjetske zveze.
- Armadna skupina Jug je imela za osnovno nalogo prodor do kavkaških naftnih polj, kar naj bi zagotovilo popolno avtonomijo nemške industrije.

Odpor sovjetske vojske je bil slabo voden in organiziran. Prodor je bil tako silovit, da so nemške tankovske enote daleč za sabo puščale cele sovjetske divizije, ki jih je pozneje obkoljevala pehota. Odrezani so se vdajali ogromni deli Rdeče armade. Zmeda je bila tudi zaradi sporazuma s Hitlerjem neznanska. Napadene sovjetske enote so, denimo, spraševale višja poveljstva, kaj naj storijo, ker streljajo na njih. Do konca septembra, ko je odpor postal bolj organiziran in učinkovit, je Sovjetska zveza utrpela izjemno hude izgube. Kljub temu je napad najprej zastal na osrednjem delu fronte, medtem ko so na jugu nadaljevali prodor, ki se je ustavil šele na vzhodnih mejah Ukrajine. Tu so Nemce marsikje sprva pričakali kot osvoboditelje izpod Stalinove tiranije. Toda zaradi zelo grobega ravnanja s prebivalstvom so Sovjeti sprejeli vojno kot »domovinsko vojno«. Tudi Stalinov primež je popustil. Ko je prvič po napadu javno spregovoril, je ljudi ogovoril z »bratje in sestre« in ne s »tovariši«, dovolil je verske obrede, častnikom je vrnil privilegije in časti, ki jih ni bilo od revolucije naprej. Poleg tega je pozval komuniste v sovražnem taboru in okupiranih državah, naj pomagajo prvi državi socializma. Jeseni 1941 je Hitler po kratkem zastoju sprožil nov napad, ki je trajal do decembra. Nemške in finske enote so obkolile Leningrad, na osrednjem delu fronte pa so Nemci že videli vodni stolp Himki v Moskvi. Dlje niso prišli, tako zaradi vedno hujšega odpora kot zaradi zime, kakršne niso bili vajeni. Cena je bila visoka, Hitler je izgubil četrtino svoje armade. Teh izgub ni mogel nadomeščati, medtem ko je Stalin svoje izgube nadomeščal v razmerju ena proti pet. Tako je Stalin iz Kremlja v začetku decembra 1941 sprožil pri že na pol izpraznjeni Moskvi veliko protiofenzivo, ki je trajala vse do pomladi 1942. V protiofenzivi so bile nemške enote ponekod potisnjene nazaj za 150 do 200 kilometrov.

## Vreme
Morje blata, ki je v jeseni 1941 poplavilo Wehrmacht, je povzročilo skoraj popolno zastavitev ofenzive, vse dokler ceste niso začele zaradi mraza zmrzovati. Hladno vreme pa je prineslo popolnoma nov sklop problemov. Zima od 1941-1942 je bila ena izmed najhujših v sovjetski zgodovini. Operacija Barbarossa naj bi se zaključila samo v dveh mesecih in pred začetkom zime. Nepripravljeni nemški vojaki so se borili v poletnih uniformah, te so bile lahke in niso bile primerne za izvajanje zimskih operacij. Zima pa je tudi povzročila, da Wehrmacht ni mogel uporabiti svoje ključne prednosti - mobilnosti. 
Sovjetska zveza na drugi strani, pa je bila na zimo pripravljena, njeni vojaki so imeli pravo opremo za zagotavljanje delovanja vojske v takšnih ekstremnih razmerah. Wehrmacht je obupno hitel s transportom razpoložljivih zalog toplih oblačil in zimskih maziv na fronto, vendar so se zaloge izkazale za nezadostne in neprimerne. Wehrmacht je bil na skrajni meji svojih dobavnih zmožnosti, za zimsko vreme pa se je izkazalo, da je nepremostljiva težava.
Wehrmacht je bil popolnoma nepripravljen na prihod zime, še več, Wehrmacht ni bil pripravljen niti na normalno zimo. Zima 1941-1942 pa ni bila normalna zima, ampak ena izmed najbolj mrzlih zim v zgodovini Sovjetske zveze, pravzaprav so bile vse zime v vojni ene izmed najbolj mrzlih v evropski zgodovini. Operacija Barbarossa je temeljila na ideji, da nemški Wehrmacht porazi Rdečo armado, preden nastopi zima. Omejitve nemške vojne industrije in razpoložljivi človeški resursi so zahtevali hitro končanje operacije. Nemčija bi bila v primeru dolgotrajne vojne v slabšem položaju izčrpavanja. Tako je Barbarossa v bistvu bila operacija, v kateri so Nemci uporabili svojo polno bojno silo v upanju, da zagotovijo odločno zmago, pred nastopom zime. Taktiki in logistiki, ki so bili zadolženi za zimska oblačila so bili kritizirani zaradi negativnega mišljenja. V nemškem primeru ni kritike o neustreznosti zimske kampanje, saj načrt za zimsko kampanjo sploh ni obstajal. Nemški vojaki, ki so začeli kampanjo z lahkimi poletnimi oblačili so nosili enake uniforme še ko je prišla jesen. Poveljniki, ki so zaprosili za zimsko opremo, že na začetku jeseni, so sprva bili ignorirali, nato pa kritizirani. Nemški vojaki so se tako še naprej borili v svojih lahkih poletnih uniformah. Tudi ko je nastopila zima, ni bilo prizadevanja za pošiljanje tople zimske opreme na vzhodnoevropsko bojišče. To se zdi skoraj nemogoče, saj je Nemčija srednjeevropska država, ki pozna mrzle zime. Poleg tega, ni govora, da nemški poveljniki ne bi predvidevali, da bodo topla oblačila potrebna do začetka decembra 1941, če ne že prej. Še celo v novembru ni bilo prizadevanja zagotoviti vojakom zimskih oblačil. Poročilo o pomanjkanju zimskih oblačil je doseglo propagandnega ministra Goebbelsa, ki je spodbujal nacionalno zbiranje zimskih oblačil za nemške vojake na vzhodni fronti (že v avgustu 1941). Vodstvu Wehrmachta pa ta ideja zaradi takšnih in drugačnih razlogov ni bila všeč, zato so jo opustili (predvsem zaradi prerekanja znotraj organizacijske strukture Wehrmachta).

### Problemi
Zaradi hladnega vremena so se pojavili številni problemi, eden izmed najbolj očitnih problemov je bila seveda nepripravljenost Wehrmachta na mrzlo zimo. Zima je huda tudi za tiste, ki so ustrezno opremljeni. Še pred zimo pa je nastal drug problem, več tedenski neprekinjen dež je ustvaril globoko lepljivo blato, ki imobilizira vse kar je na kolesih in tako izniči nemško taktično prednost - blitzkrieg. Dež je brez premora močil nemške vojake, blato pa jim je segalo do kolen. Stvari pa so se samo še poslabšale v novembru, deževje so nadomestili hladni zimski vetrovi, ki so povzročali ozebline in druge bolezni, ki so povezane z zimo. Videti je bilo, kot da nemški Rajh nima ustreznih sredstev za svoje vojake, vendar to ni bilo res. Zaradi logističnih težav so se uniforme kopičile doma v Nemčiji, namesto da bi jih koristili na fronti vojaki. Zaradi pomika fronte proti vzhodu so oskrbovalne poti postale preveč raztegnjene, kar je povzročilo neučinkovito dostavljanje opreme. Prednost je bila dana orožju in nabojem, zimske uniforme pa so ostale v skladiščih v Rajhu. Drug problem je bila oprema sama. Njihova oprema ni bila namenjena za zimske dejavnosti. Nemška vozila so v hudi zimi preprosto zmrznila in jih ni bilo mogoče vključiti, če pa so se že vključila pa so imela težave z zasneženim terenom. Tudi maziva, ki so jih uporabljali Nemci niso bila zadostna, saj so ta bila namenjena za nemške bolj mile zime, v hudih zimah pa so preprosto zmrznila in tako onesposobila opremo. Naslednji problem so bili konji. Tako Sovjetska zveza kot Nemčija sta se za delovne živali zanašali na konje, vendar nemški konji niso bili primerni za zimo.

## Geografska širina
Tako kot mrzla zima je tudi geografska širina Sovjetske zveze pripomogla k njeni zmagi. Zaradi same velikosti SZ so se dobavne poti zelo raztegnile, kar je zelo otežilo oskrbo z nujno potrebnimi dobrinami. Geografska velikost SZ pa je negativne posledice pustila tudi pri nemških vojakih samih, saj je geografska širina povzročala dezorientacijo in celo depresijo med nemškimi enotami. Zaradi neprekinjenega napredovanja po obširnem sovjetskem podeželju, skoraj brez sledu civilizacije, so nemški vojaki dobili občutek osamljenosti in brezupnosti. Preko močnih psiholoških posledic, ki so nastale zaradi bojevanje v Sovjetskem zaledju, pa so se pojavile tudi težave pri manevriranju enot. Zaradi premikanja enot brez motoriziranih vozil se je njihova fleksibilnost zelo zmanjšala, tako kot tudi njihova sposobnost, da točno ob pravem trenutku podprejo svoje enote na kriznih točkah.

### Taktika požgane zemlje
Zaradi velike geografske širine je Sovjetska zveza sklenila, da bo uporabila taktiko, s katero bo veliko geografsko obsežnost Sovjetske zveze uporabila proti svojim sovražnikom. Odločili so se, da bodo uporabili taktiko požgane zemlje. To je vojaška strategija, s katero umikajoče vojaške enote uničijo ali razstrelijo vse, kar je na njihovi poti, samo zato, da bi odvzele napredujoči vojski resurse, ki so potrebni za preživetje. Hrano, zatočišče, naravne vire, proizvodnjo, komunikacije, ali karkoli drugega, kar bi lahko bilo koristno za napredujočo vojsko. Taktika požgane zemlje ima uničujoč vpliv na civilno prebivalstvo. Sovjetska tveta pa jo je uporabljala z veliko krutostjo in učinkovitostjo, vse v okviru neposrednega naročila Stalina. Na tisoče tovarn v Ukrajini je bilo uničenih ali odstranjenih, jez Dniproges, največji jez največje hidroelektrarne v Ukrajini je bil uničen, glavna ulica Kijeva je bila prekopana in razstreljena, za kolektivne kmetije je bilo odrejeno, da uničijo ali ubijejo svoje pridelke in živali ali pa jih predajo umikajoči se vojski. Gospodarstvo Sovjetske Ukrajine je bilo skoraj popolnoma uničeno s strani umikajoče Rdeče armade. Taktika požgane zemlje je imela bistven vpliv na vojno na vzhodni fronti, več kot polovica žrtev na vzhodni fronti je bilo civilistov. To je bilo prvič v zgodovini vojskovanja, da so civilne žrtve odtehtale vojaške žrtve. Taktika požgane zemlje je medtem, ko je uničila vire napredujoči vojski, pustila tudi velik vpliv na civilno prebivalstvo, za sabo je pustila bedo in revščino.

## Geografski dejavniki
Geografija Sovjetske zveze je imela ključen pomen za neuspeh operacije Barbarossa. Ovirala je nemške ukrepe in jim preprečevala, da uporabijo svojo celotno maso, ekonomijo, koncentracijo sil in mobilnost. Sovjetska zveza je ležala na območju bogatem z naravnimi viri energije in je bila ključ do hegemonije na vodilnih svetovnih trgih. Nemci so to vedeli in so poskušali zasesti to ozemlje, preden jim zmanjka njihovih lastnih sredstev. Če bi Sovjetska zveza pristala pod nadzor Nemčije, bi ta takoj postala grožnja za skoraj vse celine sveta.
Vpliv rek, gozdov, močvirij in step je pri vodenju vojaških operacij star kot vojna sama. Odkar so se bojevale vojne, je vsak poveljnik, visokih in nizkih činov enako logično uporabil naravne značilnosti terena v svojo korist in za slabši položaj sovražnika. Zahodno obzidje Sovjetske zveze, to je območje med srednjo Evropo in gorovjem Ural, obsega ogromno razprostrtost po evropskih standardih. Vendar pa to obzidje obsega le del Sovjetske zveze, njeno prostranstvo onkraj Urala pa je še bolj obsežno. Res je, da je zahodna Rusija geografska razdelitev celine, ampak nobena druga evropska država se ne more pohvaliti z velikostjo in številom naravnih ovir, ki ščitijo ta del Sovjetske sfere. V vsem tem velikem prostranstvu, je samo ena velika reka, ki teče od zahoda proti vzhodu in ob enem zagotavlja vstop v notranjost Sovjetske zveze, ta reka je Pripjat. Ampak, Pripjat in njeni pritoki tvorijo tak labirint močvirij, da razvodnica pri reki Pripjat pomeni oviro namesto prehod v notranjost Sovjetske zveze. Praktično vsi drugi potoki in reke v Sovjetski zvezi tečejo od severa proti jugu, čeprav je tudi nekaj rek, katerih tok poteka v nasprotni smeri. Napadalec, ki se približuje z zahoda se tako sooča z eno fizično oviro za drugo. Ko napadalec napreduje v notranjost države proti vzhodu, te ovire postanejo le še bolj mogočne. Reke Dnester, Bug, Neman in Dvina so primeri običajnega koncepta naravnih ovir v obliki vodotokov. Razvodja rek Dneper, Don, in Volge pa pomenijo oviro z izredno težavnostjo. Poleg tega so pritoki teh vodnih površin s kombinacijo z glavnimi rekami primer popolnega obrambnega sistema. Pogled na pritoke reke Dnester na 1:300.000 zemljevidu, na primer, pokaže, da noben vojaški arhitekt ne bi mogel bolje položiti ovir, kot jih je sama izoblikovala reka Dnester.
V osrednji in zahodni Evropi in na Balkanskem polotoku, leta 1941 že dolgo ni bilo več močvirnatih površin. Zahodna Sovjetska zveza po drugi strani, pa je bila še vedno bogata z njimi. Na nekaterih območjih teh močvirij je bila zgrajena strateška železnica, poleg železnic pa še nekaj cest. Poleg teh nekaj umetnih objektov slika močvirij na začetku petdesetih let ostaja še naprej nespremenjena. Ker so močvirja del rečnih sistemov, tvorijo dvojno oviro. Naravne ovire, kot so območja reke Pripjat, ki blokirajo pristope do osrednjega dela evropske Sovjetske zveze in močvirne in vodne ovire, kot so tiste, ki jih je izdelala reka Volkhov ali spodnji tok Volge, ni mogoče najti nikjer v osrednji in zahodni Evropi.
Potem so tu še gozdovi, ki so večinoma združeni z močvirji, osrednji del evropske Sovjetske zveze je bogat z gozdovi, južni del evropske Sovjetske zveze je praktično brez gozda. Pravzaprav je evropski del Sovjetske zveze edina regija na celini, ki ima poleg izsušene stepe in peščenih ravnin še tipičen puščavski značaj. Severna evropska Sovjetska zveza, praviloma so to močvirnate površine gozdov severno in severovzhodno od Valdaj hribovja. To območje ni primerno za mobilno vojskovanje, še posebej ne za velike oklepne formacije. Odločilni udarci za ofenzivo, morajo zato pasti v osrednji in južni del evropskega dela Sovjetske zveze. V osrednjem delu evropske Sovjetske zveze leži Smolensk - moskovska ledeniška morena, od katerega zahodni podaljšek, je pri Nemcih poznan kot Orša koridor. To je razvodnica med Črnim in Kaspijskim morjem na jugu ter Baltskim in Belim morjem na severu. Tu so tudi izviri rek Dneper, Dvine, Lovate in Volge. Dostop do tega grebena je bistvenega pomena pri katerem koli vodenju vojaških operacij v zahodnem delu evropske Sovjetske zveze. Vendar pa so zahodne dostopne točke do Orša koridorja zaščitene s širokim pasom močvirij in gozdov, ki se raztezajo od Pripjat močvirja mimo kraja Velikije Luki in do Leningrada. Ob prebitju skozi ta pas pa se napadalec še vedno sooča z razvodjema Dona in Volge. Četudi sovražnik, ki napreduje z zahoda, doseže Volgo, se bo znašel le na zunanji strani države; pred njim leži še gorovje Ural, za tem pa obširna Sibirija.

### Reke
Vsaka reka je vojaška ovira, ki ima določeno stopnjo vpliva na ofenzivo, kot tudi obrambne operacije. Ta vpliv se še posebej kaže v Sovjetski zvezi, kjer imajo reke in potoki številne nenavadne lastnosti. Glavne reke predstavljajo zelo obširne ovire za katerega koli napadalca iz zahoda. Prisilni prehodi teh rek tako predstavljajo vsakdanjo dejavnost nemškega vojaka. Na začetku vzhodne kampanje je nemška vojska lahko priskrbela številne terenske sile in častnike z mirnodobnim usposabljanjem v tehniki prisiljenega prečkanja rek- ti so bili zelo učinkoviti pri prečkanju rek. Ta slika se je hitro spremenila, ko je kampanja terjala svoj davek smrtnih žrtev. Surove zamenjave so bile daleč od dobro usposobljenih in samozavestnih borečih se moških mirnodobne vojske. V letu 1941 so bila vsa rečna prečkanja zelo uspešna, mnoga od teh s presenetljivo hitrostjo. Kasneje pa je bilo s prečkanji veliko problemov, razlog je ležal v naravi vodotokov in sestavi nemške vojske. Medtem ko so si reke v Nemčiji in Franciji bolj ali manj podobne, ima vsaka reka v vzhodni Evropi svoje posebnosti. Ena reka ne zagotavlja merila za naslednjo; izkušnje, pridobljene na Dvini ne ustrezajo samodejno za Lovat. Ena karakteristika pa je le enaka pri vseh vzhodnoevropskih rekah; vzhodni breg reke je višji od zahodnega, kar eni strani daje odločilno prednost. V mnogih primerih 
ima prednost celo napadalec, gosta vegetacija na bližnji obali olajša pristop k reki, omogoča prikrivanje enot in s tem presenečenje sovražnika katerega vidljivost in področje ognja sta omejena. Drugačna situacija je predstavljena z značilnim terenom, in sicer s širšimi močvirnatimi nižinami, ki ležijo ob enem ali obeh bregovih reke in ne nudijo nobenega kritja. Te nižine so izjemno pogoste v vzhodni evropi. Te nižine predstavljajo nenavadno hude probleme za napadalca. Prehod je zelo zapleten; terja visok davek smrtnih žrtev in porabi veliko časa, še težja pa je gradnja mostov.

### Boj na stepah
Izraz stepe pomeni neobdelane velike travnate površine, in se lahko uporablja za opis velikega območja bivše Sovjetske zveze. Ukrajina je postala žitnica za Sovjetsko zvezo, in vsa stepnata zemljišča zahodno od Volge so se vedno bolj uporabljala za kmetijske namene. Sovjetska zveza je veliko dosegla na področju predelave step v kmetijska območja. 
Med drugo svetovno vojno so nemške sile prodrle le na zahodne dele tega območja step. Na območju Nogajskajske stepe so potekale velike vojaške operacije, to je območje med spodnjim predelom reke Dneper in Azovskim morjem. To je bila močna kmetijska regija, ki si komajda zasluži ime stepa. Stepe na krimskem polotoku pa so bile prepredene z bombažnimi nasadi, nekatera območja pa so imela celo sadovnjake. Tudi stepe ob reki Don so bile delno predelane v agrarna območja. Od vsega ozemlja, ki so ga Nemci zasegli v drugi svetovni vojni, je le Kalmiška stepa med reko Don in reko Terek ohranila značaj brezdrevesne travnate površine.
V zmernih sezonah pozno spomladi, poleti in
zgodaj jeseni je stepa idealno bojišče za oklepne in motorizirane enote. Velika
ravna površina je dostopna iz vseh svojih delov, in ima le eno resno oviro,
tako imenovane Balke. To so grape, v mnogih primerih z visokimi in strmimi
pobočji, poraščene z grmičevjem in goščavo. Veliko večji problem kot Balke pa
predstavlja sama odprtost step. Balkam se je moč izogniti, sovražnikovemu
letalstvu, ki je zaradi pomanjkanja kritja na odprtem prostoru zelo učinkovito
pa ne. Poleg nekaj Balk, posameznih dreves in posameznih
kmetij tako rekoč na stepah ni nobenega drugega kritja. V začetnih spopadih na stepah so imeli Nemci premoč v zraku, takrat je pomanjkanje kritja Sovjetsko zvezo postavilo v slabši vojaški položaj.
Eden izmed glavnih problemov pri bojevanju v sušnih
stepah je oskrba s pitno vodo. Vsaka enota mora imeti svoj tovornjak za oskrbo
s pitno vodo, nič manj pomembni pa niso številni drugi dejavniki, ki so
značilni za to vrsto terena. Kot že omenjeno razen Balk
skorajda ni kritja, to povzroča močno ranljivost enot pred topniškim ognjem in letalstvom. Bombe in izstrelki imajo v takšnem
okolju še posebej močan fragmentacijski učinek. Med daljšimi postanki, je bilo
potrebno vkopati, toda nekatere še hujše
probleme pa je povzročilo pomanjkanje lesa. Brez lesa ni bilo mogoče zakuriti
ognja v terenskih kuhinjah in ni bilo mogoče postaviti zavetišča. V stepah les
postane zelo cenjen resurs, predvsem pa v zimskem času.
Zime v stepah pa so zelo krute, niti gore niti gozdovi ne oslabijo vzhodnih
vetrov. Veter poriva sneg po planjavah, akumulira pa se lahko samo v edinih
prisotnih depresijah, v Balkah. Balke pa so edini kraji, ki ponujajo zavetje za
vozila in može. Rezultat tega je začaran krog nikoli končanega boja proti
snegu. Brez dobro organiziranih pošiljk goriva za ogrevanje, vojaške enote ne
morejo preživeti zime v stepah. Bela maskirna obleka in bele barve za vozila so
prav tako nepogrešljive.
Tako kot zima tudi jesen prinaša svoje
težave. Jesen korenito spremeni podobo stepe. Majhne depresije se napolnijo z
vodo in velika območja ravnin so prekrita z vodo. Odtaljena prst postane mokra;
začne se blatna sezona. Za nekaj tednov med to sezono se konvoj čet, niti
posamezna vozila ne morejo premakniti skoraj za nikakršno razdaljo, razen
krajših.
Poletje v stepah izpostavlja oborožene sile
še eni nevarnosti, namerno zanetenemu požaru. Poleti leta 1942 je Sovjetska zveza večkrat del suhe stepe zažgala. Požari nikoli niso bili takšne razsežnosti, da
bi bili vojaki v neposredni nevarnosti, so pa bili prisiljeni v hitro spremembo
položaja. Vendar pa so plameni uničili strelivo in opremo, ki je ni bilo mogoče
takoj evakuirali.
Nazadnje pa je stepa idealno pristajališče za
padalske operacije, tudi v največjem obsegu. Teren ponuja povsem neoviran
prostor za pristajanje tako padalcev kot tudi jadralnih letal. Te prednosti v
vojni niso izkoristili niti Nemci niti Sovjetska zveza.

### Operacije v gozdovih in močvirjih
Za Sovjetsko zvezo so na splošno značilni veliki,
strnjeni gozdovi, ki so večinoma nastali na močvirnatih površinah, kar še
dodatno otežuje bojevanje na takšnem terenu. Takšni gozdovi se začnejo na
zahodu Poljske in se raztezajo globoko v notranjost Sovjetske zveze. Za opis gozdov, ki
se po navadi združujejo z močvirji ni mogoče uporabiti univerzalnih
značilnosti. Tla in teren se razlikujejo od kraja do kraja in so odvisna od
sezonskih in podnebnih vplivov. Zemljevidi pogosto dajejo
izkrivljeno sliko. Območje Pripjat, na primer, ne vsebuje samo zaplate peščenih
tal z visokimi sestoji lesa, ampak tudi dobro poseljena območja obdelovalnih
zemljišč s podeželskimi cestami, zgrajenimi na nasipih. Karkoli že zemljevid
prikazuje, da je močvirje primerno za prečkanje ali ne, ni mogoče verjeti.
Podnebje zelo močno vpliva na to močvirnato območje. Na primer nenadna poletna
nevihta lahko uniči vse načrte poveljnikov, saj nešteto velikih in malih
vodotokov zahteva neskončno število mostov. V času
nemškega vpada leta 1941 so nemški višji in nižji poveljniki pokazali težnjo po
izogibanju velikih gozdov in močvirij. V državi, ki je bogata z gozdovi in močvirji
kot zahodnoevropska Rusija pa je takšna taktika možna le v omejenem obsegu. Pomanjkanje odprtega prostora kmalu prisili
vojake v spopade v gozdnem terenu. V naglici
nemškega napredovanja oklepne enote, kot tudi pehotne enote niso mogle
temeljito počistiti sovražnika v obširnih gozdovih. Potem ko je bila
prebita obrambna linija, so se Sovjeti preprosto umaknili v globine gozdov in močvirij in se še naprej borili.
Takšne in taktike zaseganja nemškega orožja so bile osnova za partizansko
odporniško gibanje na sovjetskih tleh.

### Obramba in umik v gozdnatem subalpinskem terenu
Geografska
lokacija in značilnosti terena daje Karpatom še posebej pomemben strateški
pomen. Tam, kjer je močno poraščeno alpsko sredogorje, se branilcu odpirajo
različne taktike pri opravljanju svoje dejavnosti. Aktivna obramba, zadrževalni
ukrepi in vzpostavitev sistema zavarovanih cestnih blokad, so le nekatere od
metod, ki se lahko uporabljajo na takšnem terenu. Po
drugi strani pa lahko napadalec prikrije svoje sile med pripravljanjem pred
ofenzivnim delovanjem. Ti pogoji se ne nanašajo le na Karpate ampak tudi podoben
teren v drugih delih sveta. Karpati kažejo tipične
značilnosti subalpinskega gorovja; prekriti so z gozdovi, ki dosegajo vrhove
gorovja. Povprečna nadmorska višina gorovja je od 609 do 1066 metrov na vzhodu,
1219 do 1667 v osrednjem sektorju in 1219 do 2286 metrov na zahodu. Mreža avtocest, gozdnih cest in železnic, je temu primerno
ustrezna. Glavne prometne povezave so lahko odprte tudi v zimskem času, vendar
potrebujejo redno vzdrževanje in pluženje snega. Populacija je bila sestavljena
iz zelo pazljivih kmetov, splavarjev in pastirjev in nekaj obrtnikov v večjih
krajih. Podnebje v tem povišanem gozdnem območju je sveže skozi vse leto. Topla
oblačila je potrebno hraniti na zalogi ves čas, tudi v poletnih mesecih, saj
so noči na splošno hladne, še posebej v višjih legah. Zime so po navadi zelo
mrzle in zasnežene, ampak če so vojaki primerno opremljeni, so podnebne razmere
znosne. Priprava obrambe vzdolž gorskih verig in uporaba
posebnih vojaških enot, lahko vplivajo pomembne resurse in človeške vire;
defenzivni sektorji so lahko celo dvakrat tako široki, kot tisti, dodeljeni
enotam na normalnem terenu. Nemške enote v Karpatih niso imele na voljo dovolj časa in materiala za pripravo
zadovoljivih obrambnih položajev. Kljub temu jim je uspelo zdržati svoj
položaj, dokler dogodki na drugih področjih niso narekovali strateške
odločitve, da se Wehrmacht taktično umakne s svojih položajev.